# Ready to Go (Hurts)
Ready to Go è un singolo del gruppo musicale britannico Hurts, pubblicato il 1º settembre come secondo estratto dal quarto album in studio Desire.

## Descrizione
Seconda traccia del disco, il brano è stato scritto dal duo insieme a David Sneddon ed è caratterizzato da un ritmo uptempo e sonorità contemporary R&B.

## Video musicale
Il video musicale è stato diretto da Thomas James e girato in vari luoghi tra Horwich e Bolton in una sessione durata due giorni. Il filmato mostra Theo Hutchcraft addolorato per la perdita della propria partner e alterna scene che mostrano la relazione della coppia con altre in cui il cantante esegue varie coreografie che rispecchiano i loro movimenti.

## Tracce
1. Ready to Go – 2:44